# Női 200 méteres mellúszás az 1924. évi nyári olimpiai játékokon
Az 1924. évi nyári olimpiai játékokon az úszás női 200 méteres mellúszás  versenyszámát július 16. és 18. között tartották Tourelles Úszóstadionban.

## Rekordok
A versenyt megelőzően a következő rekord voltak érvényben:
| Világrekord | Irene Gilbert (Nagy-Britannia) | 3:20,4 | Rotherham, Egyesült Királyság | 1923. június 18. |

A versenyen új rekord született:
| Olimpiai rekord | 1. előfutam | Agnes Geraghty (USA) | 3:27,6 | Párizs, Franciaország | július 16. |

## Eredmények
Az időeredmények másodpercben értendők. A rövidítések jelentése a következő:
| - Q: továbbjutás helyezés alapján - q: továbbjutás időeredmény alapján | - OR: olimpiai rekord - DQ: kizárás |

### Előfutam
Minden futam első két helyezettje automatikusan a döntőbe jutott. Az összesített eredmények alapján pedig a legjobb időeredménnyel rendelkező úszó került tovább.
| H        | Név                  | Nemzet                 | E        | Mj       |
| 1. futam | 1. futam             | 1. futam               | 1. futam | 1. futam |
| -------- | -------------------- | ---------------------- | -------- | -------- |
| 1.       | Agnes Geraghty       | Egyesült Államok (USA) | 3:27,6   | Q, OR    |
| 2.       | Irene Gilbert        | Nagy-Britannia (GBR)   | 3:32,8   | Q        |
| 3.       | Wivian Pettersson    | Svédország (SWE)       | 3:37,0   | q        |
| 4.       | Odette Monard        | Franciaország (FRA)    | 3:48,0   |          |
|          | Mietje Baron         | Hollandia (NED)        | 3:22,6   | DQ       |
| 2. futam |                      |                        |          |          |
| 1.       | Lucy Morton          | Nagy-Britannia (GBR)   | 3:29,4   | Q        |
| 2.       | Laure Koster         | Luxemburg (LUX)        | 3:35,0   | Q        |
| 3.       | Eleanor Coleman      | Egyesült Államok (USA) | 3:39,2   |          |
| 4.       | Molnár Ella          | Magyarország (HUN)     | 3:39,8   |          |
| 5.       | Alice Stoffel        | Franciaország (FRA)    | 3:48,0   |          |
| 3. futam |                      |                        |          |          |
| 1.       | Gladys Carson        | Nagy-Britannia (GBR)   | 3:30,0   | Q        |
| 2.       | Hjördis Töpel        | Svédország (SWE)       | 3:39,0   | Q        |
| 3.       | Matilda Scheurich    | Egyesült Államok (USA) | 3:41,2   |          |
| 4.       | Babeta Dražková      | Csehszlovákia (TCH)    | 3:43,0   |          |
| 5.       | Suzanne Kiffer-Porte | Franciaország (FRA)    | 3:43,6   |          |

### Döntő
| H     | Név               | Nemzet                 | E      | Mj |
| ----- | ----------------- | ---------------------- | ------ | -- |
| Arany | Lucy Morton       | Nagy-Britannia (GBR)   | 3:33,2 |    |
| Ezüst | Agnes Geraghty    | Egyesült Államok (USA) | 3:34,0 |    |
| Bronz | Gladys Carson     | Nagy-Britannia (GBR)   | 3:35,4 |    |
| 4.    | Wivian Pettersson | Svédország (SWE)       | 3:37,6 |    |
| 5.    | Irene Gilbert     | Nagy-Britannia (GBR)   | 3:38,0 |    |
| 6.    | Laure Koster      | Luxemburg (LUX)        | 3:39,2 |    |
| 7.    | Hjördis Töpel     | Svédország (SWE)       | 3:47,6 |    |